# Koalicja dla Polski
Koalicja dla Polski (KdP) – polskie koalicyjne ugrupowanie polityczne reprezentujące idee patriotyczne, pod patronatem kandydata na Prezydenta Rzeczypospolitej Polskiej w 2000, posła na Sejm RP, Dariusza Grabowskiego.
W skład Koalicji dla Polski wchodziły Konfederacja Polski Niepodległej – Ojczyzna, Stronnictwo Polska Racja Stanu, Inicjatywa Konkret, Krajowe Porozumienie Emerytów i Rencistów Rzeczypospolitej Polskiej, Polska Partia Ekologiczna – Zielonych, Polskie Centrum Badań Ekonomiczno-Społecznych, Republikanie Rzeczypospolitej Polskiej, Związek Zawodowy Kontra i Związek Wsi Polskiej „Piast”. Tuż po wyborach prezydenckich KdP podjęła współpracę z Samoobroną RP.

## Koło Poselskie KdP
(istniało od lipca 2000 do marca 2001)
- Dariusz Grabowski (SPRS), Radom
- Michał Janiszewski (KPN-Ojczyzna), Warszawa
- Tomasz Karwowski (KPN-Ojczyzna), Sosnowiec
- Ryszard Kędra (SPRS), Krosno
- Janina Kraus (KPN-Ojczyzna), Piotrków Trybunalski – przewodnicząca
- Adam Słomka (KPN-Ojczyzna), Katowice, do grudnia 2000 – został posłem niezrzeszonym
- Adam Wędrychowicz (SPRS), Gliwice
- Andrzej Zapałowski (KPN-Ojczyzna), Przemyśl

## Udział KdP w wyborach
W wyborach prezydenckich w 2000 Dariusz Grabowski uzyskał 89 002 głosy, tj. 0,51% głosów ważnych i zajął 9. miejsce (spośród dwunastu kandydatów).
Koalicja brała też udział w wyborach uzupełniających do Senatu RP w okręgu wrocławskim przeprowadzonych w dniu 28 stycznia 2001. Kandydatem KdP był Leopold Gomułkiewicz, który zdobył 3057 głosów, zajmując 3. (ostatnie) miejsce i nie uzyskał mandatu. Wiosną 2001 ugrupowanie to zaprzestało dalszej działalności.